# Massachusett
I Massachusett sono una tribù di nativi nordamericani che nel XVII secolo comprendeva circa 3000 individui che vivevano in più di 20 villaggi distribuiti lungo quella che è l'attuale costa del Massachusetts. Appartenenti alla famiglia delle lingue algonchine, i Massachusett coltivavano granturco (mais) e altri vegetali, raccoglievano piante selvatiche, cacciavano e pescavano. Effettuavano spostamenti stagionali da una sede fissa all'altra per sfruttare le varie fonti di cibo rese disponibili. La tribù era suddivisa in bande, ciascuna delle quali guidata da un capo o sachem. Anche prima che avesse inizio l'insediamento dei coloni nell'area da essi occupata, il popolo massachusett si era notevolmente ridotto di numero a causa delle guerre con i loro vicini nord-orientali, i Tarrantine. La tribù venne decimata da una pestilenza nel 1617; un'epidemia di vaiolo nel 1633 spazzò via la maggior parte dei membri rimasti della tribù, compreso il capo. I missionari cristiani, in particolare John Eliot, riunirono i membri convertiti dei Massachusett e di altre tribù in nuovi villaggi, spesso senza tener conto delle loro identità. Lo stato del Massachusetts prende il nome da questa tribù.